# Andrzej Raj
Andrzej Raj (ur. 25 listopada 1950 w miejscowości Uniejów-Kolonia) – polski polityk i przedsiębiorca, poseł na Sejm I kadencji.

## Życiorys
Ukończył w 1973 studia na Politechnice Śląskiej. Prowadzi firmę z zakresu doradztwa i pośrednictwa.
W 1991 z listy Kongresu Liberalno-Demokratycznego został wybrany na posła na Sejm I kadencji w okręgu katowickim. W trakcie kadencji przeszedł do Partii Konserwatywnej, następnie działał w Koalicji Konserwatywnej. Od 2002 do 2006 był radnym Katowic z ramienia lokalnego komitetu wyborczego Piotra Uszoka, w 2006 bezskutecznie ubiegał się o reelekcję.
Jest działaczem licznych organizacji gospodarczych, a także fundatorem Fundacji dla Śląska.